# ライヴ・ウィズ・ブリテン・シンフォニア
『ライヴ・ウィズ・ブリテン・シンフォニア』（Live with Britten Sinfonia）は、ノルウェーのバンド、ジャガ・ジャジストが2012年に録音、2013年に発表した、キャリア初のライブ・アルバム。イギリスのオーケストラ、ブリテン・シンフォニアとの共演ライブを収録しており、日本で先行発売された。

## 解説
バンドは長年オーケストラとの共演を切望しており、イギリスのDJフィオナ・トーキングトンがバンドをブリテン・シンフォニアに紹介したのを切っ掛けに、今回の共演ライブが実現した。収録曲のうち半数は前作『ワンアームド・バンディット』（2010年）からの曲で、「Prungen」は本作が初出の新曲である。バンドの中心人物ラーシュ・ホーントヴェットは、本作に最も影響を与えた人物としてバーナード・ハーマンの名を挙げ、更にジャン＝クロード・ヴァニエ、ギル・エヴァンス、スティーヴ・ライヒ、フィリップ・グラスからの影響も公言している。
Thom Jurekはオールミュージックにおいて5点満点中3.5点を付け「美しくアレンジされ、演奏され、録音された」「この冒険的なグループからワイルドで自由奔放な演奏を期待する人にとっては、『ライヴ・ウィズ・ブリテン・シンフォニア』は行儀が良すぎるかもしれないが、これはこれで印象的であり、おおむね上手くいっている」と評している。
2014年発売の限定ボックス・セット『'94-'14』には、本作収録曲のリミックス・ヴァージョンが収録された。

## 収録曲
特記なき楽曲はラーシュ・ホーントヴェット作。
1. "One-Armed Bandit" (Lars Horntveth / Overture by Erik Johannessen, L. Horntveth) - 15:24
2. "Kitty Wu" (Lars Horntveth, Jørgen Munkeby) - 6:24
3. "Prungen" - 7:16
4. "Bananfluer Overalt" - 10:57
5. "For All You Happy People" (Andreas Mjøs, L. Horntveth) - 6:33
6. "Toccata" - 8:31
7. "Music! Dance! Drama!" - 6:25
8. "Oslo Skyline" - 6:12

## 参加ミュージシャン
- Lars Horntveth - ギター、バスクラリネット、クラリネット、テナー・サックス、フルート、シンセサイザー、ピアノ、ラップ・スティール・ギター
- Martin Horntveth - ドラムス
- Mathias Eick - トランペット、アップライト・ベース、キーボード、ピアノ、ヴィブラフォン
- Line Horntveth - チューバ、パーカッション、グロッケンシュピール、フルート、ボーカル
- Erik Johannessen - トロンボーン、パーカッション、ボーカル
- Andreas Mjøs - ヴィブラフォン、ギター、シンセサイザー、パーカッション
- Øystein Moen - シンセサイザー、ピアノ
- Even Ormestad - ベース、キーボード
- Marcus Forsgren - エレクトリック・ギター、エフェクト
- ブリテン・シンフォニア
  - Christian Eggen - 指揮
  - Thomas Gould, Beatrix Lovejoy, Katherine Shave, Gillon Cameron - 第1ヴァイオリン
  - Alexandra Reid, Anna Bradley, Marcus Broome, Judith Kelly - 第2ヴァイオリン
  - Clare Finnimore, Bridget Carey, Tom Hankey - ヴィオラ
  - Caroline Dearnley, Ben Chappell, Joy Hawley - チェロ
  - Roger Linley - ダブル・ベース
  - Emer McDonough - フルート、ピッコロ、アルト・フルート
  - Chris O'Neal - オーボエ
  - Joy Farrall - クラリネット、バスクラリネット
  - Elizabeth Trigg - バスーン
  - Pip Eastop, Ed Mills - ホルン
  - Jon Stokes - トロンボーン
  - David Eaglestone - バストロンボーン
  - David Powell - チューバ
  - Toby Kearney, Tony Bedewi - パーカッション